# Thomas Hill (attore)
Thomas N. Hill, detto  Tom Hill (Landour, 2 giugno 1927 – Bloomington, 20 aprile 2009), è stato un attore e regista statunitense di discendenza indiana.
Agli inizi degli anni sessanta Hill recitò  in teatro, ma dagli inizi degli anni ottanta iniziò a recitare come attore cinematografico.
Hill è apparso anche come King Baaldorf nella serie Storie di maghi e di guerrieri del 1980 ed ha interpretato Padre Andrew Doyle nella miniserie della NBC del 1984 V - Visitors. È apparso anche in Firefox - Volpe di fuoco del 1982. Hill è morto nel 2009, per un arresto cardiaco.

## Filmografia parziale

### Cinema
- La vita corre sul filo (The Slender Thread), regia di Sydney Pollack (1965)
- L'amore è più freddo della morte (Liebe ist kälter als der Tod), regia di Rainer Werner Fassbinder (1969)
- I compari (McCabe and Mrs. Miller), regia di Robert Altman (1971)
- Portrait of a Stripper, regia di John A. Alonzo (1979)
- Quintet, regia di Robert Altman (1979)
- La rivolta delle donne di Stepford (Revenge of the Stepford Wives), regia di Robert Fuest (1980)
- The Nude Bomb, regia di Clive Donner (1980)
- Li troverò ad ogni costo (Hide in Plain Sight), regia di James Caan (1980)
- Il postino suona sempre due volte (The Postman Always Rings Twice), regia di Bob Rafelson (1981)
- L'assoluzione (True Confession), regia di Ulu Grosbard (1981)
- Firefox - Volpe di fuoco (Firefox), regia di Clint Eastwood (1982)
- Le acque del Niagara (Lois Gibbs and the Love Canal), regia di Glenn Jordan (1982)
- La storia infinita (The NeverEnding Story), regia di Wolfgang Petersen (1984)
- La vedova nera (Black Widow), regia di Bob Rafelson (1987)
- La storia infinita 2 (The NeverEnding Story II: The Next Chapter), regia di George Trumbull Miller (1990)

### Televisione
- La terza guerra mondiale (World War III), regia di David Greene e Boris Sagal - miniserie TV (1982)
- La gatta sul tetto che scotta (Cat on a Hot Tin Roof), regia di Jack Hofsiss - film TV (1984)

## Doppiatori italiani
- Gianni Bonagura ne La vita corre sul filo
- Sergio Fiorentini ne Il postino suona sempre due volte
- Bruno Alessandro in Firefox - Volpe di fuoco
- Carlo Hintermann ne La storia infinita